# Jerzy Kawalerowicz
Jerzy Franciszek Kawalerowicz (19 de enero de 1922 – 27 de diciembre de 2007) fue un famoso director de cine polaco. 

## Trayectoria
Kawalerowicz nació en Hvizdets-Gwoździec Polonia, ciudad en la que había una  mezcla inextricable de población polaca, ucraniana y judía. Por su parte, el padre de Kawalerowicz pertenecía a una familia procedente de Armenia, de apellido Kavalarian, que fue modificado posteriormente.
Jerzy Kawalerowicz trabajó al principio como ayudante de dirección, y con el film Gromada, de 1951, pasó él mismo a dirigir. 
Encabezó pronto la Escuela Polaca de Cine, destacando con Cień, (1956) y Pociąg (1959). De Kawalerowicz sobresalen su poderosa imaginería así como la profundidad de las ideas que circulan por sus películas. Por cierto, él se negó siempre a hacer filmes de propaganda. De su misma escuela destacan obras de otros directores de talento como Andrzej Wajda, Tadeusz Konwicki y Juliusz Machulski, hoy clásicos.
Kawalerowicz fue conocido en España hace décadas por Madre Juana de los Ángeles (1961) y por Faraón (1966), cuando ya era un director reconocido en su país. La primera, se desarrolla en el siglo XVII, y se inspiró en la famosa posesión demoníaca que se produjo en Loudun (Francia), en 1631, en un convento de monjas, cuya superiora era Madre Juana de los ángeles (encarnada por la actriz Lucyna Winnicka). Estaba basada en una gran novela de Jarosław Iwaszkiewicz, quien luchaba en sus páginas contra el fanatismo. Los primeros planos del film recuerdan obras maestras como La pasión de Juana de Arco (1928), realizada por el danés Carl Theodor Dreyer. Faraón (1966), por su parte, adaptaba otra gran novela polaca, esta vez de Bolesław Prus.
Kawalerowicz hizo bastante cine (Muerte de un presidente, El secuestro de Europa, Los niños de Bronstein), no muy difundido en castellano, y cerró su carrera con un clásico de Polonia: Quo Vadis? (2001), basado en la novela homónima de Henryk Sienkiewicz, Premio Nobel de Literatura 1905. Murió en el 2007.

## Filmografía selecta
- The Village Mill (Gromada, 1952)
- Celuloza (1953)
- Bajo la estrella frigia (Pod gwiazdą frygijską, 1954)
- Sombra (Cień, 1956)
- El verdadero final de la gran Guerra (Prawdziwy koniec wielkiej wojny, 1957)
- Pociąg (1959)
- Madre Juana de los Ángeles (Matka Joanna od Aniołów , 1961)
- Faraón (Faraon, 1966)
- Magdalena (Maddalena, 1971)
- Muerte de un presidente (Śmierć prezydenta , 1978)
- Encuentro en el Atlántico (Spotkanie na Atlantyku, 1980)
- La posada (Austeria, 1983)
- El secuestro de Europa (Jeniec Europy, 1989)
- Los niños de Bronstein (Bronsteins Kinder, 1991)
- Quo Vadis (2001)

## Premios y distinciones
Premios Óscar
| Año  | Categoría                          | Película | Resultado |
| ---- | ---------------------------------- | -------- | --------- |
| 1967 | Mejor película de habla no inglesa | Faraón   | Nominado  |

Festival Internacional de Cine de Cannes
| Año  | Categoría              | Película                | Resultado |
| ---- | ---------------------- | ----------------------- | --------- |
| 1961 | Gran Premio del Jurado | Matka Joanna od aniolów | Ganador   |

Festival Internacional de Cine de Venecia
| Año  | Categoría    | Película | Resultado |
| ---- | ------------ | -------- | --------- |
| 1959 | Golden Plate | Pociąg   | Ganador   |

Festival Internacional de Cine de Berlín
| Año  | Categoría                                  | Película          | Resultado |
| ---- | ------------------------------------------ | ----------------- | --------- |
| 1978 | Oso de Plata por su contribución artística | Śmierć prezydenta | Ganador   |